# 사천 연천숲
사천 연천숲(泗川 鳶川숲)은 경상남도 사천시 사남면 우천리에 있다. 풍수지리적으로 마을 앞 돌산의 험하고 강한 기운을 조화시키기 위해 마을 앞에 숲을 만들었다고 전해진다. 1994년 7월 4일 경상남도의 기념물 제141호로 지정되었다.

## 개요
사천 연천숲은 풍수지리적으로 마을 앞 돌산의 험하고 강한 기운을 조화시키기 위해 마을 앞에 숲을 만들었다고 전해진다. 이 숲은 500년 정도의 나이를 가지고 있으며, 느티나무 28그루와 팽나무 21그루, 말채나무 8그루 등 57그루의 나무로 이루어져 있다.
연천숲은 마을의 바람막이숲 기능을 하며, 마을 주변의 경치를 더하여 주는 역할을 하고 있다. 또한 마을 사람들의 휴식처로 이용되고 있다.
사천 연천숲은 마을의 지형적 결함을 보완하기 위해 만들어진 숲으로 옛 선조들의 자연이용이 슬기로웠음을 엿볼 수 있는 훌륭한 자연유산이므로 기념물로 지정하여 보호하고 있다.

## 참고 자료
- 사천 연천숲 - 국가유산청 국가유산포털